# Sylvie Vartan et Johnny Hallyday
Cette page recense le parcours commun de Sylvie Vartan et Johnny Hallyday, couple emblématique de la chanson en France, unis à la ville durant quinze ans[Quoi ?].

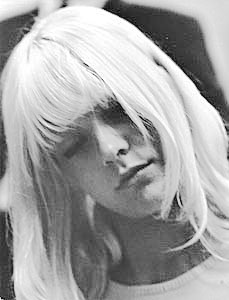
Sylvie Vartan en 1966.

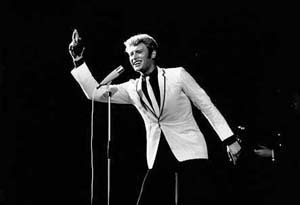
Johnny Hallyday en concert en 1965.

## Biographie
Sylvie Vartan et Johnny Hallyday sont présentés l'un à l'autre par Eddie Vartan, fin décembre 1961, à l'Olympia de Paris où Sylvie chante en lever de rideau de Vince Taylor.

Johnny, initiateur du rock 'n' roll en France en 1960, est déjà une vedette qui défraie la chronique.
 
Sylvie, en cette année 1961, est une toute jeune chanteuse, à la carrière prometteuse : elle a à son actif un 45 tours avec Frankie Jordan et un autre en solo.
En 1962, Sylvie Vartan assure en tournée la première partie de Johnny Hallyday, en lieu et place de Jean-Jacques Debout. Ce dernier se souvient : « Un jour à Marseille, Sylvie est venue nous rejoindre avec son frère Eddie, et le soir même, Johnny m'a demandé de céder ma place à Sylvie dans sa tournée... J'ai compris à ce moment-là qu'il se passait quelque chose entre eux. À cette époque, nous étions amoureux de la même personne : Sylvie. Bien qu'ayant été très amoureux de Sylvie, je ne me suis jamais vraiment fâché avec Johnny. De toutes façons je savais que pour moi la cause était perdue ».
 Cette année-là, Johnny Hallyday dément ses fiançailles avec l'actrice Patricia Viterbo et bientôt la presse s'intéresse à l'idylle naissante Sylvie-Johnny. Les deux idoles affirment « être des copains, rien d'autre » et pour l'heure s'interpellent en chanson : « retrouvons-nous là-bas, Sylvie, pour danser le Madison Twist, (...) et Sylvie n'oublie pas on a rendez-vous en piste... », chante Johnny à Sylvie à qui il fixe un rendez-vous avec le titre Madison Twist ; reprenant la même chanson, Sylvie Vartan lui répond : « Oui allons-y, Johnny, (..), on a rendez-vous en piste pour danser le Madison Twist ».
Le 22 juin 1963, Sylvie Vartan et Johnny Hallyday participent Place de la Nation, au concert organisé par Europe N°1 à l'occasion du premier anniversaire du magazine Salut les copains. L'événement est un succès considérable.
 Ils sont encore à l'affiche du film D'où viens-tu Johnny ? de Noël Howard, qui est l'occasion de leur premier duo À plein cœur (nouveau titre d'Hallyday, dont la version solo est gravée sur la BOF éponyme).
 Les « deux copains » partent en vacances en Amérique. Rentré en France, le couple, le 15 octobre, répond sur Europe n°1 aux questions de Jacques Paoli dans l'émission « Europe midi » :
 « Quand on parle de vous, doit-on dire les copains Sylvie et Johnny, ou autre chose ?
 - Jusqu'à présent, on a dit qu'on était copains. Maintenant on peut dire qu'on est presque fiancés ».
Le service national attend le « fiancé » et Johnny Hallyday, le 8 mai 1964 est incorporé, pour quinze mois, au 43e régiment d'infanterie de marine d'Offenbourg. Sylvie Vartan désapprouve : « Si cela n'avait tenu qu'à moi, Johnny ne serait pas parti. (..) C'est une perte de temps. Pourquoi couper ainsi les garçons de leurs études, de leur métier, de leur famille ? ».
Le soldat Smet obtient une permission spéciale, pour épouser Sylvie Vartan le 12 avril 1965, à la mairie puis l'église de Loconville, petite ville de l'Oise (où les parents de la chanteuse possèdent une propriété, le manoir de Gagny) envahie pour l'occasion par une foule de journalistes et de badauds . Luce Dijoux, Mercedes Calmel-Rougerie, Jean-Marie Périer et Carlos sont leurs témoins. Les parents biologiques de Johnny Hallyday sont absents,.
Le 28 août, Hallyday achève son service militaire et reprend aussitôt ses activités de chanteur, scènes et séances d'enregistrements se succèdent. En cette période son succès n'est pas toujours probant, jusqu'à ce que « l'affrontement » par chansons interposées avec Antoine ne le relance.

En octobre, Sylvie et Johnny participent à la Royal Command Performance (en) au London Palladium et chantent devant la reine Élisabeth II.
Sylvie Vartan donne le jour, le 14 août 1966, à David. Le père chante à Milan. Le lendemain, pour quelques heures il est auprès d'eux, puis repart pour Venise, où un gala l'attend le soir même.
La rumeur parle d'une séparation du couple Vartan-Hallyday imminente et la presse s'en fait l'écho. Ici Paris, le 6 septembre, dans un article consacré à Sylvie Vartan, titre en page 13 : « Incroyable on parle déjà de divorce ». Épuisé par le rythme des galas, ses déboires professionnels, auquel s'ajoutent ceux avec le fisc - qui lui réclame un conséquent arriéré d'impôts - l'annonce que Sylvie demande le divorce, Johnny Hallyday fait une tentative de suicide le 10 septembre (ce même jour, il devait chanter à la Fête de l'Humanité). Ticky Holgado, alors secrétaire du chanteur, découvre Johnny enfermé dans la salle de bains de son appartement, où il vient de se taillader les veines du poignet droit après avoir avalé des barbituriques. Hallyday est d'urgence hospitalisé à l'hôpital Lariboisière.
 Après un mois de convalescence, le chanteur va mieux, retrouve son public, le succès, et les époux se réconcilient :
 « C'est quelque chose que nous avons décidé d'un commun accord, annonce Johnny Hallyday, d'abord parce que l'on éprouve toujours des sentiments l'un pour l'autre (...) et ensuite nous n'avons pas le droit de gâcher la vie de notre fils ».
 Quant à Sylvie Vartan elle déclare : « Nous sommes un peu en dehors de la marge habituelle des couples. Nous avons un métier passionnant, dans lequel nous sommes complices. Dans ce domaine nous avons beaucoup de choses à partager. Nous sommes comme frère et sœur. C'est très important pour ce que l'on a à se dire et pour la durée de notre couple ».
Au printemps 1967, Sylvie Vartan et Johnny Hallyday triomphent durant plus d'un mois sur la scène de l'Olympia de Paris.
Le 20 février 1970, Sylvie Vartan et Johnny Hallyday se rendent à Belfort pour un gala et sont victimes d'un grave accident de la route. Si Johnny n'est que très légèrement touché, en revanche c'est beaucoup plus grave pour Sylvie qui est sérieusement blessée au visage. Des spécialistes américains en chirurgie réparatrice parviennent, après plusieurs opérations, à lui rendre son visage.
1972 est une nouvelle année de turbulences dans le couple. En cette période, Johnny Hallyday vit avec l'une de ses choristes, Nanette Workman, une relation qui n'est pas que professionnelle. Sylvie n'apprécie guère et le couple est au bord de l'éclatement.
De cet écart conjugal, Johnny Hallyday rétrospectivement dira : « Ma relation avec Nanette fut autodestructrice. (...) Nous avons rompu à temps ! Elle est repartie au Canada. J'ai tenté de reconquérir Sylvie. Sans succès. J'étais allé trop loin. (...) Nous nous sommes réconciliés un an plus tard, mais cette blessure, trop profonde pour être cicatrisée, sera la véritable raison de notre divorce en 1980 ».
1973 est donc une année de reconstruction pour le couple, qui décide afin de se rapprocher de tourner ensemble et accompagné par le même orchestre. Sur les ondes, il obtient un grand succès avec la diffusion de leur premier duo sur disque J'ai un problème. L'histoire commune se poursuit et pour confirmer ce bonheur retrouvé, Sylvie Vartan révèle à Paris Match en février 1974, qu'elle attend un second enfant, dans six mois... Sylvie confie : « J'ai attendu huit ans pour faire un second enfant. (...) Je crois que nous avons passé l'un et l'autre un sacré cap... ». Quelques mois plus tard, Sylvie annonce la perte de son bébé.
En 1975, conséquence des ennuis d'Hallyday avec le fisc, le couple s'installe, un temps, aux États-Unis à Los Angeles.
L'année suivante, en septembre, le chanteur est de retour sur la scène du Palais des sports de Paris pour le spectacle Johnny Hallyday Story, précédent Sylvie Vartan qui l'emporte au Palais des congrès de Paris en 1977.
Le couple connut encore des périodes de troubles, de réconciliations et d'accalmies, comme en cette année 1979, « Ma plus grande année de bonheur avec Johnny » déclare alors Sylvie Vartan, tandis que Johnny Hallyday écrit à son  propos : « Sylvie je la préfère à tout. Elle est ma préférence à moi, comme le chante si joliment Julien Clerc ».
Pourtant, quelques mois plus tard, une demande de divorce est faite et le couple est officiellement séparé le 5 novembre 1980.

## Carrière
Sylvie Vartan et Johnny Hallyday ont chanté ensemble un total de 55 duos sur 39 titres différents (télévisions, radios, disques et scènes confondues).

### Scènes
En 1967, le couple se produit à l'Olympia du 15 mars au 16 avril (initialement prévu jusqu'au 4 avril, le succès est tel que le show est prolongé pour deux semaines).
 Sylvie Vartan donne « le coup d'envoi », tandis que Johnny Hallyday assure la seconde partie.  Pour le final le couple interprète en duo Je crois qu'il me rend fou en duo (adaptation française de Such A Fool For You de Ike et Tina Turner) - repris initialement par Johnny Hallyday dans une version studio et diffusée en super 45 tours cette même année - le duo reste inédit sur disque durant près de trente ans.
Sylvie et Johnny se retrouvent à Rio de Janeiro pour une tournée sud américaine de trois semaines. À Rosario en Argentine, ils chantent devant 25 000 personnes.
En mars 1968, Sylvie Vartan et Johnny Hallyday tournent une fois encore en Amérique du Sud. Ils chantent à Rio de Janeiro, Buenos Aires, Rosario, Fort-de-France, Pointe-à-Pitre en Guadeloupe, Cayenne, à chaque fois devant plusieurs milliers de personnes.
1973, durant la saison estivale, le couple se produit sur scène en France, en Suisse mais aussi en Espagne et en Grèce,. Sylvie chante en première partie, puis rejoint Johnny durant son tour de chant, pour interpréter en duo J'ai un problème, Te tuer d'amour et Vivre (adaptation française de la chanson Fever).
Sylvie Vartan et Johnny Hallyday, le 27 juillet 1975, réunissent à Narbonne-Plage, 40 000 spectateurs, au cours d'un concert gratuit. Le couple est à nouveau sur scène à Québec le 30 août, puis à Montréal le 31 août (le récital est télévisé).
Le 13 août 1978, Sylvie Vartan et Johnny Hallyday chantent aux Arènes de Béziers. En fin du tour de chant, ils interprètent Te tuer d'amour et It's So Easy! (The Crickets song) (en) en duos. Le concert est retransmis en direct sur Europe N°1, avec Carlos en coprésentateur (l'animateur d'un soir, a chanté juste avant Sylvie).
Le 25 novembre 1979, Johnny Hallyday donne la dernière représentation de son show au Pavillon de Paris. Sylvie Vartan le rejoint sur scène et chante avec lui Le bon temps du rock and roll. Ce soir là, une autre surprise est réservée au chanteur. Son fils David, âgé de 13 ans, l'accompagne à la batterie sur Rien que huit jours. Le public assiste là, à la première apparition sur scène de David Hallyday.
1980, le 22 juin, Johnny Hallyday et Sylvie Vartan chantent à la fête de la Liberté devant plus de 200 000 spectateurs. 

La tournée d'été de Johnny, par deux fois encore, croise celle de Sylvie Vartan : ils chantent ensemble le 20 juillet à Orange et le 13 août aux Arènes de Béziers. Cette représentation est la dernière scène du couple Vartan-Hallyday (officiellement séparés le 5 novembre).
1991, David Hallyday donne deux représentations au Zénith de Paris en février. Pour la dernière, ses parents chantent avec lui Johnny B. Goode de Chuck Berry.
Les 18, 19 et 20 juin 1993, Johnny Hallyday se produit au Parc des Princes. Comme David, Sylvie Vartan chante avec lui. Elle est même partie intégrante du show, où une mise en scène spéciale lui est réservée pour son entrée : alors que Johnny chante Elle est terrible, Sylvie assise au volant d'une MG traverse un pont au-dessus de la scène. Quelques instants plus tard, sur la scène, accueillie par une véritable ovation du public, elle interprète seule, face à Hallyday, a cappella Tes tendres années, puis enchaîne avec Johnny pour deux duos Le feu et Je veux te graver dans ma vie.
En 2009, Sylvie Vartan chante Le bon temps du rock and roll en duo avec Johnny Hallyday, durant les représentations du Tour 66, les 30 et 31 mai, au Stade de France. David Hallyday participe également à deux des trois représentations que donne son père dans le stade. (Tour 66 : Stade de France 2009)
Cette même année, Sylvie Vartan chante à l'Olympia les 18, 19 (en matinée et soirée) et 20 septembre. Lors de chaque concert, en début de seconde partie, Johnny Hallyday est sur scène à ses côtés. Ensemble, ils interprètent un medley Édith Piaf, L'Hymne à l'amour - Non, je ne regrette rien. (Sylvie live)
Il n'y aura plus d'autres prestations communes, les deux artistes ayant des relations difficiles à partir de 2012, selon l'épouse du chanteur Laeticia Hallyday.
En novembre 2017, Sylvie Vartan rend visite à Johnny Hallyday hospitalisé à la clinique Bizet pour détresse respiratoire. L'artiste décède le 5 décembre 2017 d'un cancer du poumon. 
En concert au Grand Rex en mars et avril 2018, puis en tournée internationale jusqu'en décembre, Sylvie Vartan rend un hommage appuyé à Johnny Hallyday en reprenant plusieurs de ses chansons dont J'ai un problème qu'elle interprète avec lui en duo virtuel. 
Quelques mois plus tard, le 30 novembre, elle sort l'album-hommage Avec toi, sur lequel elle interprète treize titres du chanteur.
Sylvie Vartan rend une nouvelle fois hommage à son ancien compagnon, les 23 et 24 octobre 2019, sur la scène du Grand Rex, avec le tour de chant Avec toi... La rock'n'roll attitude. Au cours du tour de chant, David leur fils, l'a rejoint sur scène pour interpréter en duo Sang pour sang, chanson qu'il a composé pour son père en 1999.

### Enregistrements
1973, tandis que Sylvie et Johnny connaissent un grand succès sur les ondes avec J'ai un problème, le couple enregistre à la même période une troisième chanson Bye, bye Baby. Le magazine Mademoiselle, dans son numéro d'août, offre en supplément un fascicule qui leur est consacré et complété par un 45 tours hors-commerce proposant Bye bye baby (entrecoupé d'un dialogue entre Sylvie et Johnny)

#### Discographie
- 1973 : J'ai un problème (album de Sylvie Vartan)
- 1975 : Show Sylvie Vartan (album de Sylvie Vartan)
- 1993 : le volume 37 de l'intégrale (en 40 CD) Collection Hallyday se consacre aux duos Sylvie-Johnny, il comprend : Un cocktail pour deux, Je crois qu'il me rend fou, Les hommes qui n'ont plus rien à perdre, J'ai un problème, Te tuer d'amour, Bye bye baby, Toi et moi, les versions italiennes de J'ai un problème et Te tuer d'amour, ainsi que la version allemande de J'ai un problème.
- 1993 : Parc des Princes 1993 (album de Johnny Hallyday)
- 1993 : l'interprétation live et A cappella de Tes tendres années de Sylvie Vartan au Parc des Princes en juin, est diffusée en single[44]. (Johnny n'est présent que sur la pochette).
- 1995 : le duo Vivre (Fever) de 1973, resté inédit, est présent sur l'intégrale de Sylvie Vartan parue en CD.
- 1996 : Cherchez l'idole (resté inédit en 1964, l'album est diffusé pour la première fois en CD).
- 1999 : Irrésistiblement Sylvie (album de Sylvie Vartan)
- 2009 : Tour 66 : Stade de France 2009 album de Johnny Hallyday (uniquement sur l'édition spéciale numérotée : Coffret 4 CD - 2 DVD - 2 LP 33 tours 25cm - Warner 5051865569350)
- 2010 : Sylvie live (album de Sylvie Vartan)

#### Duos studios
1973 : J'ai un problème, Te tuer d'amour (45 tours Philips 6009384 et LP J'ai un problème de Sylvie Vartan)

Bye bye Baby (45 tours hors commerce pour Mademoiselle PEP 9120 monoface)

1974 : Sylvie Vartan et Johnny Hallyday enregistrent à Paris, la version allemande de "J'ai un problème", qui devient "Vielleicht bist du für mich noch nicht die große Liebe". (La face B du 45 tours, "Te tuer d'amour", ne connaît pas d'adaptation en allemand), alors que le nouvel album de la chanteuse, un double, Sylvie Vartan, comprend un duo inédit avec Hallyday, Toi et moi (composée par Johnny, les paroles sont de Long Chris).

1975 : Sylvie et Johnny enregistre en italien les deux duos de 1973 : Il mio problema, Voglio tutto di te. Diffusé en 45 tours, le titre Il mio problema est N°1 au mois de mai.

#### Chansons
- Johnny Hallyday compose pour Sylvie Vartan :

1965 : Dans tes bras (Georges Aber, J. Hallyday - Eddie Vartan, J. Hallyday)

1967 : Pas drôle cette histoire là (Georges Aber - Johnny Hallyday)
- Participations :

1964 : Sylvie Vartan est au chœurs dans One more time encore une fois (EP Philips 434955 BE de Johnny Hallyday)

1969 : Johnny Hallyday participe à la chanson Les hommes qui n'ont plus rien à perdre (EP RCA 87 101 M de Sylvie Vartan)
- Chansons communes :

1962 :

Comme l'été dernier (33 tours 25 cm L'Idole des jeunes de J. Hallyday - 1er album de S. Vartan Sylvie)

Madison Twist (33 tours 25 cm Madison Twist de J. Hallyday - EP de S. Vartan RCA 76588 S)

Qui aurait dit ça (J. Hallyday enregistre en 1962 deux versions de ce titre (voir Nashville session 62), resté inédit jusqu'en 1990 - S. Vartan ?)

1963 :

Chance (album Les Bras en croix de J. Hallyday - S. Vartan ?)

1964 :

One more time en core une fois (parallèlement à la version de Johnny, Sylvie donne sa version du titre en V.O (33 tours 25cm Le Pénitencier de J. Hallyday - S. Vartan ?)

Toujours plus loin (Sylvie Vartan l'enregistre en V.O. Gonna cry l'année suivante - 33 tours 25cm Le Pénitencier de J. Hallyday - S. Vartan ?)

1974 :

Sylvie Vartan reprend Elle est terrible (chanson enregistrée par Johnny Hallyday en 1962 - albums Johnny à l'Olympia et Les bras en croix)

L'Hymne à l'amour d'Édith Piaf est repris par Sylvie Vartan en 1974 ; Johnny Hallyday chante cette chanson en 2000 (100 % Johnny : Live à la tour Eiffel et Olympia 2000 de J. Hallyday - S. Vartan ?).

La même année, la chanteuse chante Ne me quitte pas. Johnny reprend ce classique de Jacques Brel en 1984 (Johnny Hallyday au Zénith - S. Vartan ?).

Tous deux donnent leurs versions de Rock'n'roll man - Sylvie Vartan en anglais - (album Rock'n'Slow de J. Hallyday - double LP Sylvie Vartan et l'album Shang shang a lang)

La chanteuse reprend Da dou ron ron, chanson enregistrée en 1963 par Hallyday (25cm Da dou ron ron J. Hallyday - double LP Sylvie Vartan et l'album Shang shang a lang)

2007 Sylvie reprend sur l'album Nouvelle Vague, Souvenirs, souvenirs (1960 - 25cm Hello Johnny) - et Ya ya twist (enregistré en 1962 par Johnny - 25cm Retiens la nuit).

#### À propos de...

##### Johnny évoque Sylvie (chansons)
- 1965, Johnny Hallyday chante Mon anneau d'or (album Johnny chante Hallyday).

##### Sylvie évoque Johnny (chansons)
- 1967,  Sylvie Vartan évoque indirectement Johnny dans la chanson 2'35 de bonheur : « Chaque soir tu vas chanter, pourtant tu n'es pas vraiment loin de moi, j'écoute un disque de toi ça fait 2'35 de bonheur et ça me donne quand tu n'es pas là un p'tit peu de joie dans le cœur». (C'est sur ce titre, que pour la toute première fois, le public entend la voix de Carlos).
- La même année, la chanson Pas drôle cette histoire là, composée par Hallyday et interprétée par Sylvie, fait allusion aux rumeurs - pas toujours infondées - dans la presse d'une possible séparation du couple.  (Carlos, lui est encore présent sur le disque).
- 1973, sur la chanson Non, je ne suis plus la même, Sylvie Vartan, sans le nommer, s'adresse à Johnny Hallyday (album J'ai un problème).

##### Divers
- 1976, l'échec commercial de l'opéra-rock Hamlet de Johnny, n'est pas sans conséquences pour Sylvie qui voit son projet d'adapter Alice au pays des merveilles en comédie musicale annulé par sa maison de disques[47].
- Sylvie Vartan la première a repéré  Old Time Rock & Roll de Bob Seger, mais Johnny Hallyday lui « grille la politesse » et l'enregistre, en 1979, sous le titre Le bon temps du rock'n'roll, qui devient un tube et un classique de son tour de chant (album Hollywood). Sylvie Vartan en 1966, lui a « joué le même tour » en s'accaparant Par amour, par pitié, initialement écrite pour Johnny[48].

### Cinéma
- 1963 : D'où viens-tu Johnny ? de Noël Howard
- 1964 : Cherchez l'idole de Michel Boisrond
- 1968 : Les Poneyttes de Joël Le Moigné (le film est resté inédit)
- 1968 : Treize jours en France de Claude Lelouch et François Reichenbach (documentaire, apparitions non créditées au générique)
- 1972 : J'ai tout donné de François Reichenbach (documentaire consacré à Johnny Hallyday, Sylvie et David sont présents)
- 1972 : Malpertuis, de Harry Kümel (Johnny fait une apparition furtive non créditée au générique)

### Télés et radios
1964, Sylvie et Johnny, sur Europe N°1, interprètent un extrait de la pièce Roméo et Juliette, au milieu duquel ils joignent la chanson Dans tes bras.
1965, Hallyday et Vartan, sur Europe N°1, chantent Encore une danse. Cette reprise d'un duo de Marie Laforêt et Guy Béart est également connu sous le titre Frantz (la version originale fut chantée par Miriam Makeba et Harry Belafonte). Sylvie et Johnny pour l'occasion modifient quelque peu les paroles, il y est fait allusion au service militaire qu'effectue alors le chanteur.
 Toujours sur Europe N°1, ils chantent Les Parapluies d'Offenburg, autre allusion à son statut de militaire et « clin d'œil » au film Les Parapluies de Cherbourg.
 Show Vartan-Hallyday à la télévision, filmé par Jean-Christophe Averty, pour l'occasion Sylvie et Johnny chantent Un cocktail pour deux. Enregistré au studio Philips Blanqui, ce titre est longtemps resté inédit ; il est diffusé pour la première fois en 1993, à l'occasion de la sortie en CD d'une intégrale du chanteur Collection Hallyday.
1969, le 7 mai, Show Smet à la télévision. Le couple chante en duo Croque la pomme (chanson restée totalement inédite sur disque).
1972, le 9 décembre, en final de l'émission Top à Sylvie, le couple chante en duo Cher Harry.
1973, le 12 février, Sylvie Vartan et Johnny Hallyday sont à Rio de Janeiro, pour une émission de radio proposée par RTL et présentée par Philippe Bouvard. Ils interprètent en duo Tu peux partir si tu le veux et font un « bœuf » avec Gilberto Gil.

Durant l'émission Cadet Rousselle du 22 février, Sylvie-Johnny et Guy Lux chantent 2'35 de bonheur.

Le 23 juin, Top à Sylvie et Johnny, ils chantent Vivre (adaptation de Fever). Ils interprètent encore ce titre, en direct à la radio, le 8 juillet sur Europe N°1.

Au cours de l'émission Dimanche Salvador, Sylvie Vartan, Johnny Hallyday et Henri Salvador jouent Le Cardiologue (avec notamment J'ai un problème).
Le 22 juin 1974, Top à Johnny. Michel Sardou et Johnny Hallyday chante un extrait de Elle est terrible pour annoncer Sylvie Vartan.

1975, le 29 mars Show Sylvie Vartan des Carpentier où le couple chante à la télévision le duo Toi et moi, après avoir dansé sur un Medley de leurs répertoires respectifs. Cette même année, Numéro Un le 21 juin : Sylvie et Johnny chantent Da dou ron ron.
En  janvier 1979, Michel Drucker consacre à Johnny un spécial Les Rendez-vous du dimanche, Sylvie est présente.
Le 24 octobre 1998, France 2 diffuse l'émission Irrésistiblement Sylvie. Johnny Hallyday est des invités, il chante avec Sylvie Le bon temps du rock and roll (on retrouve ce duo sur l'album Irrésistiblement Sylvie).